# Stresse psicológico
Em psicologia, stresse (português europeu) ou estresse (português brasileiro) é uma sensação de tensão e pressão. Em quantidade razoável, o stresse pode ser desejável, benéfico e saudável, sendo importante para a motivação, adaptação e reação em relação ao meio ambiente. No entanto, quando em quantidade excessiva, o stress pode estar na origem de prejuízos para o próprio corpo. O stresse psicológico é um fator de risco para doenças cardiovasculares, enfartes cardíacos, úlceras e perturbações mentais como depressão.
O stresse pode ser tanto externo e relacionado com o ambiente, como ser o resultado de percepções internas que fazem a pessoa sentir ansiedade ou outras emoções negativas perante determinada situação, como pressão ou desconforto. O ser humano sente stresse, ou encara uma situação como ameaça, quando acredita que os seus recursos para superar obstáculos não são suficientes para aquilo que as circunstâncias exigem. Quando as pessoas concluem que as exigências sobre si excedem a sua capacidade de as superar percepcionam stresse.